# Капсюль-детонатор
Ка́псюль-детона́тор (КД) — устройство для инициации детонации взрывчатых веществ (ВВ) от огнепроводного шнура (ОШ).
Представляет собой металлическую (стальную, медную или алюминиевую) или бумажную гильзу, снаряженную инициирующими ВВ. Дно гильзы может быть плоским или вогнутым (с кумулятивной воронкой). Гильза заполняется ВВ примерно на 2/3 своей длины, незаполненная часть служит для введения средства воспламенения (огнепроводного или детонирующего шнура). Заряд в КД прикрывается чашечкой с отверстием для воспламенения, которая предотвращает срабатывание КД от трения при введении ОШ. Для закрепления в КД огнепроводного шнура нельзя вдавливать шнур в капсюль. Необходимо аккуратно вставить ОШ в капсюль и обжать гильзу КД специальным калиброванным инструментом (в случае с металлическим КД) в 3-5 мм от края капсюля со стороны ОШ.
Первые капсюли были разработаны А. Нобелем для обеспечения надёжного взрывания динамитов, разработанных им.

## Разновидности КД
Изначально были разработаны так называемые детонаторы открытого типа, или простые детонаторы. Они представляли собой металлическую гильзу с единым запрессованным зарядом инициирующего состава.
Для инициирования ВВ, обладающих различной восприимчивостью, были разработаны капсюли различной мощности, получившие номерные обозначения от № 1 до № 10. Мощность капсюля-детонатора возрастает с возрастанием номера. Первоначально детонатор № 1 представлял гильзу длиной 16 мм и диаметром 6,5 мм и содержал 0,03 г фульмината ртути (гремучей ртути). Детонатор № 10 имел гильзу длиной 50 мм и содержал 3 г инициирующего состава. Наибольшее распространение получили детонаторы № 6 и № 8, достаточно полно удовлетворявшие потребностям горного дела. Первоначально детонатор № 6 содержал 1 г инициирующего состава, состоявшего из 80 % фульмината ртути и 20 % хлората калия в гильзе длиной 35 мм. Именно этот вид детонаторов стал стандартным во многих странах, где осуществляется производство КД. Несмотря на условность такой стандартизации и сложности метрологического обеспечения соответствия различной продукции стандарту, она является основной в мировой практике производства и применения детонаторов.
Российской промышленностью для военных нужд выпускаются два основных вида КД № 8 — КД-8м (медный) и КД-8а (алюминиевый). В промышленности часто применяется КД-8б (бумажный). Разница, однако, состоит не только в материале корпуса. В КД-8м и КД-8б в качестве инициирующего ВВ используется гремучая ртуть, однако в алюминиевых корпусах КД-8а её использование невозможно, так как алюминий химически реагирует с гремучей ртутью. Поэтому вместо гремучей ртути используется инициирующее ВВ тринитрорезорцинат свинца (ТНРС) и под ним — азид свинца. ТНРС очень слаб как ВВ, но обладает чувствительностью, сравнимой с чувствительностью гремучей ртути. То есть от пламени взрывается ТНРС, он, в свою очередь, взрывает азид свинца, а тот уже — ТЭН (в некоторых сериях КД используется тетрил или гексоген).

## Снаряжение
В донной части капсюля-детонатора обычно находится заряд тетрила, масса его в отечественных КД — 1,2 г. Над тетрилом — гремучая ртуть (фульминат ртути) или двухслойный заряд азид свинца + тринитрорезорцинат свинца (ТНРС). Последний применяется для повышения чувствительности КД к искрам от ОШ.